# Arquidiócesis de Chicago
La arquidiócesis de Chicago (en latín: Archidioecesis Chicagiensis y en inglés: Roman Catholic Archdiocese of Chicago) es una circunscripción eclesiástica de la Iglesia católica en Estados Unidos. Se trata de la sede metropolitana de la provincia eclesiástica latina de Chicago. La arquidiócesis tiene al arzobispo cardenal Blase Joseph Cupich como su ordinario desde el 20 de septiembre de 2014.

## Territorio y organización

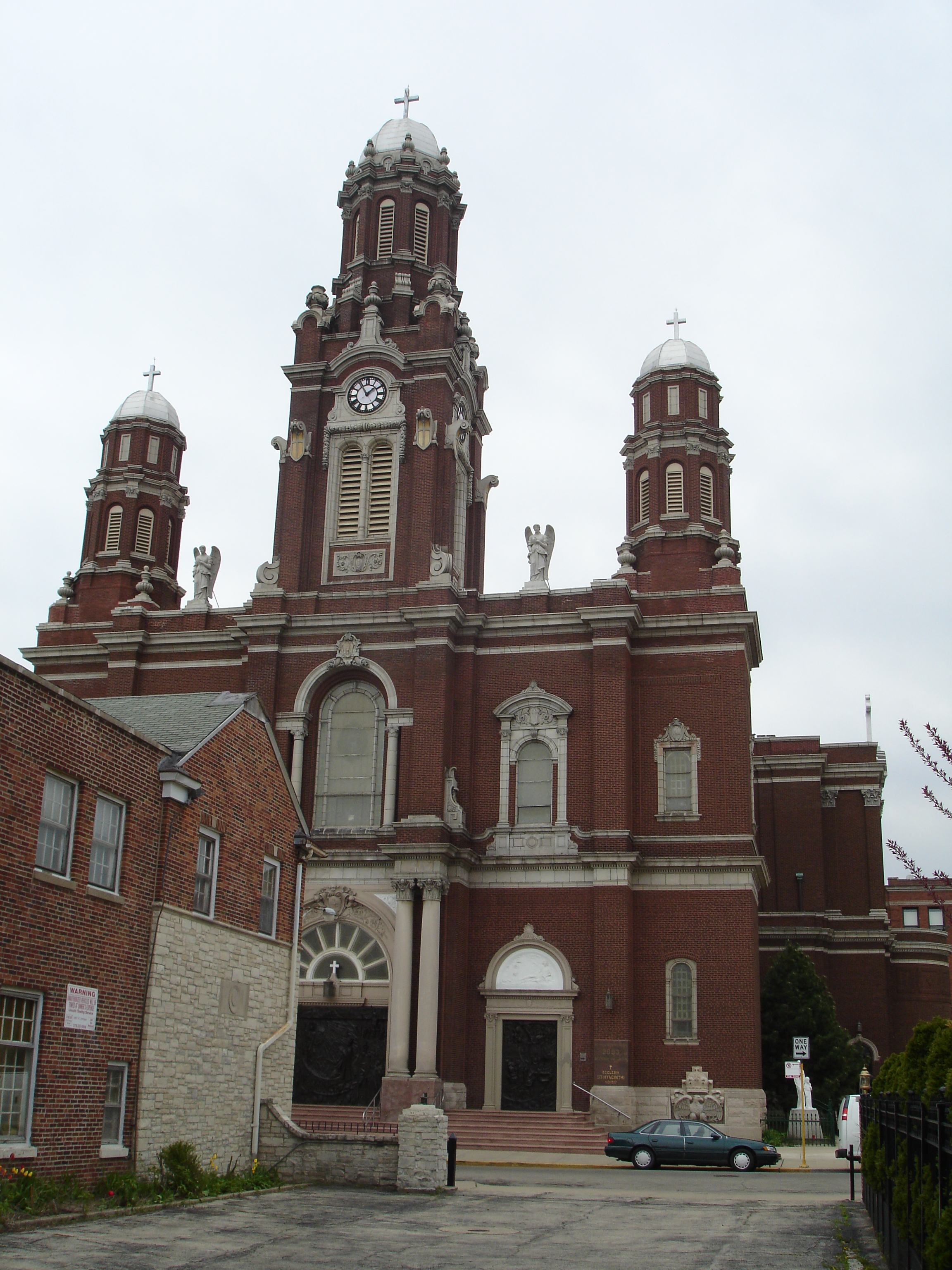
Basílica de San Jacinto

La arquidiócesis tiene 3654 km² y extiende su jurisdicción sobre los fieles católicos de rito latino residentes en los condados Cook y de Lake del estado de Illinois. 
La sede de la arquidiócesis se encuentra en la ciudad de Chicago, en donde se halla la Catedral del Santo Nombre de Jesús y las basílicas menores del santuario de Nuestra Señora de los Dolores (administrada por la Orden de los Servitas), de San Jacinto (administrada por la Congregación de la Resurrección,) y de la Reina de Todos Santos.
En 2021 en la arquidiócesis existían 290 parroquias agrupadas en 6 vicariatos y 31 decanatos.
La arquidiócesis tiene como sufragáneas a las diócesis de: Belleville, Joliet, Peoria, Rockford y Springfield en Illinois.

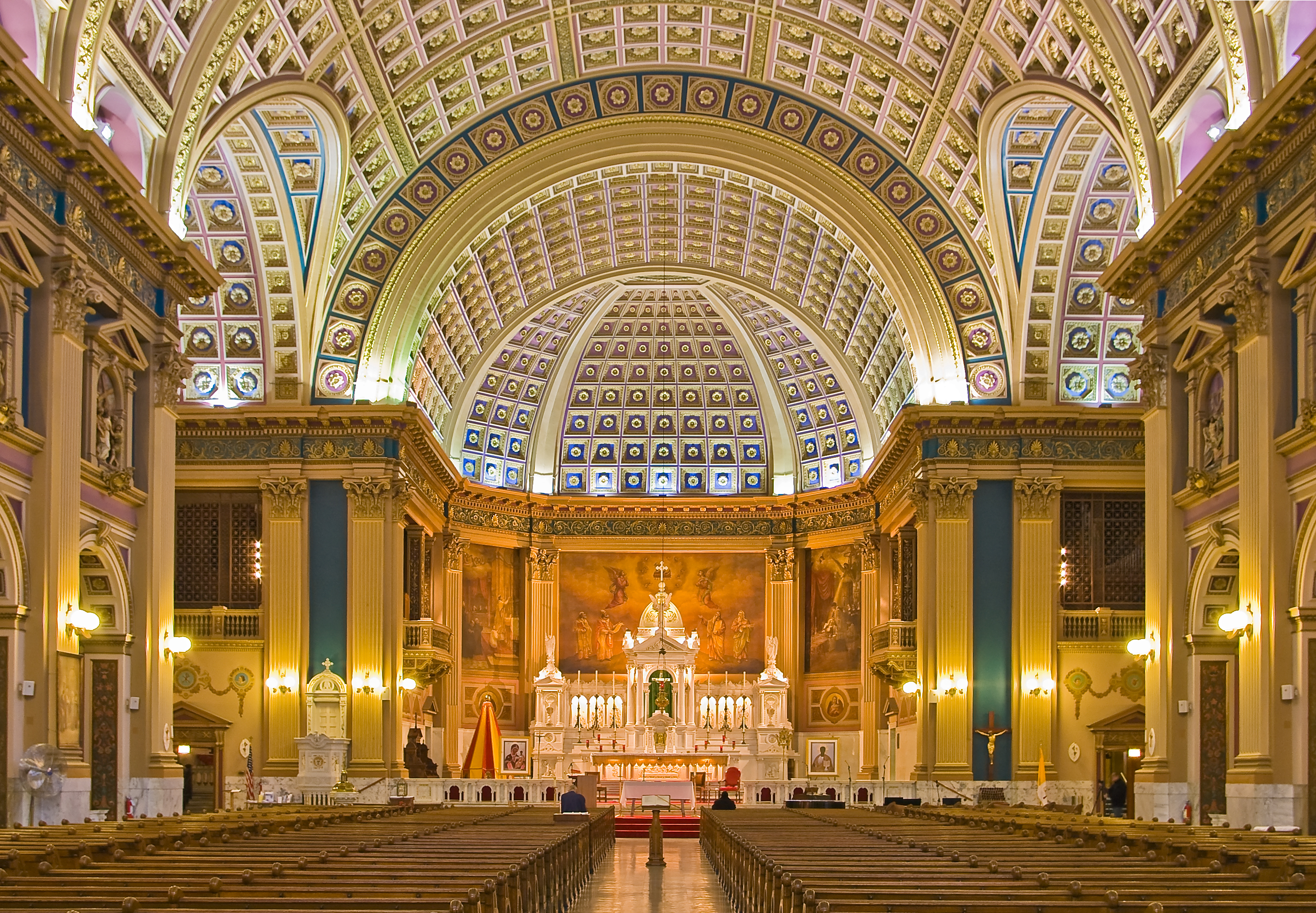
Basílica de Nuestra Señora de los Dolores

Desde 1915 todos los arzobispos de Chicago han sido creados en consistorio como cardenales sacerdotes. Los arzobispos también tienen responsabilidades en los dicasterios de la Curia Romana. Todos menos dos obispos residenciales eran sacerdotes diocesanos antes de asumir el episcopado en Chicago. Dos procedían de la órdenes religiosas: la Sociedad de Jesús y la de los Misioneros Oblatos de María Inmaculada.

### Estructura de la arquidiócesis
Prelatura
La oficina del arzobispo de Chicago se encuentra en el Centro Pastoral en la Calle 155 Este Superior en el centro de Chicago, cerca del Campus de la Torre de Agua de la Universidad de Loyola de Chicago.
Vicariatos
La prelatura de la arquidiócesis de Chicago, también llamada como su curia, es el órgano de la administración y gestión bajo la autoridad del arzobispo de Chicago. Es dirigida por el vicario general Robert Gerald Casey. Actúa en concertación con seis vicarios episcopales que administran territorios más pequeños de la arquidiócesis llamados vicariatos.
Departamentos
El arzobispo de Chicago tiene la última autoridad sobre todos los departamentos, organismos y las instituciones educativas de la arquidiócesis, incluyendo el Colegio Seminario de San José y la Universidad de Santa María del Lago o el Seminario Mundelein. Asigna funciones a los obispos auxiliares, los sacerdotes y las hermanas y hermanos religiosos para que supervisen los departamentos.
Los departamentos y agencias incluyen: Cámara Amate, Consejo Arquidiocesano de Mujeres Católicas, Archivos y Registros, Ministerio de Asistencia, Fondo monetario, Catequesis, Cementerios Católicos, Caridades Católicas de la Arquidiócesis de Chicago, Capellanía Católica en O'Hare, Escuelas Católicas, Canciller, Comunicaciones y Relaciones Públicas, Conciliación, Diaconado, Culto Divino, Ecuménico e interreligioso de Asuntos, Evangelización y Catequesis, Ministerios de la Familia, Servicios Financieros, Servicios Profesionales de Alimentos, Ministerio Laico Eclesiástico, Formación, Servicios Jurídicos, Publicaciones de Liturgia y Formación, Tribunal Metropolitano, Ministerial de Evaluación, Ministerio de Educación Superior, Oficina de Escuelas Católicas, Oficina de Responsabilidad Profesional, Oficina para las personas con discapacidad, Ministerio de Formación, Paz y Justicia, Justicia Racial, Investigación y Planificación, Respeto a la Vida, Mayordomía y Desarrollo, Vocaciones, Ministerio de Jóvenes Adultos, Oficina Juvenil Pastoral.
Oficina de escuelas católicas
La Oficina de Escuelas Católicas opera, administra y apoya la diócesis católica y las escuelas primarias y secundarias. La educación católica en el área de Chicago se inició el 3 de junio de 1844 con la apertura de una escuela de niños. Las escuelas parroquiales de Chicago escuelas sirven diversos grupos étnicos, incluyendo a irlandeses, alemanes, polacos, checos y bohemos, franceses, eslovacos, lituanos, afroamericanos, italianos y mexicanos. Muchas monjas locales viven en conventos y escuelas católicas.
El auge de la construcción de escuelas terminó cuando el cardenal John Cody, el arzobispo de la época, decidió limitar la construcción de las escuelas católicas en el condado de Lake y en las zonas suburbanas del condado de Cook. Debido a cambios en la demografía, la arquidiócesis ha cerrado más de la mitad de sus escuelas urbanas desde 1966 y desde 1984 al 2004, la Oficina de Escuelas Católicas ha cerrado 148 escuelas. En un artículo publicado el 17 de agosto del 2000 por el Chicago Sun-Times se refiere a la Oficina de Escuelas Católicas de la arquidiócesis de Chicago como el sistema escolar privado más grande en los Estados Unidos.
Residencia del arzobispo
La residencia oficial del arzobispo de Chicago está ubicada en 1555 North State Parkway, una mansión listada en el Registro Nacional de Lugares Históricos. Fue mandada a construir en 1885 por Patrick Augustine Feehan, el primer arzobispo de Chicago, la residencia del arzobispo ha recibido a varias personalidades como huéspedes: los papas Pío XII, Pablo VI y Juan Pablo II y el presidente de los Estados Unidos Franklin Delano Roosevelt. Antes del establecimiento de la residencia del arzobispo, los obispos de Chicago estuvieron en una casa en la Calle LaSalle y la Avenida North.
La residencia es victoriana con chimeneas del siglo diecinueve, diseñadas por James H. Willett que también diseñó el conjunto de la residencia. La primera planta consta de salas y habitaciones para los sacerdotes residentes e invitados. También alberga una capilla, cocina y comedor. El primero y el segundo piso albergan la residencia privada del arzobispo de Chicago, incluyendo su biblioteca y oficina. El edificio tiene dos entradas diseñadas para los peatones y los coches.

## Historia

### Arribo de los misioneros

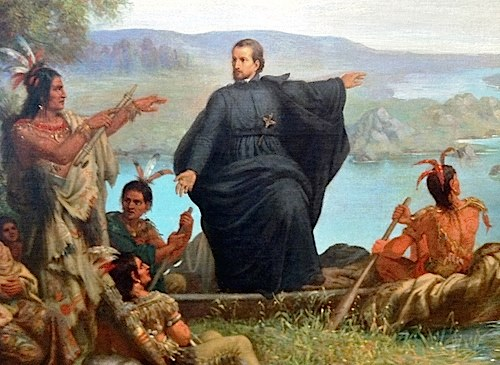
Padre Jacques Marquette

El primer misionero en llegar a la zona donde hoy se encuentra Chicago fue el jesuita francés Jacques Marquette, quien el 4 de diciembre de 1674 exploró la desembocadura del río Chicago, permaneciendo allí unos meses. La cabaña en donde vivió se convirtió en el primer asentamiento de la futura ciudad. Pronto, con la inmigración, se formó también una misión católica, encabezada por los jesuitas; pero fue solo en el siglo XIX que la misión se dio a sí misma una organización propia, con la llegada de los primeros sacerdotes residentes, entre ellos John Mary Ireneus Saint Cyr, quien construyó la primera iglesia católica, consagrada en octubre de 1833. Al año siguiente el obispo de Vincennes (hoy arquidiócesis de Indianápolis), Simon Bruté, visitó la misión y encontró una comunidad católica de 400 personas.

### Primer sacerdote
En 1795 la tribu potawatomi firmó el Tratado de Greenville que cedió a los Estados Unidos una extensión de tierra en la boca del río Chicago. Allí, en 1804 se erigió Fort Dearborn para proteger a los recién llegados pioneros católicos. En 1822 Alexander Beaubien se convirtió en la primera persona en ser bautizada en Chicago. En 1833 los misioneros jesuitas escribieron una carta a Joseph Rosati, obispo de San Luis y vicario general de Bardstown, abogando por el nombramiento de un pastor residente para servir a más de 100 católicos que vivían Chicago. Rosati nombró a un sacerdote diocesano, Juan María Ireneo Saint Cyr. Fray Saint Cyr celebró su primera misa en una cabaña propiedad de una familia en la Calle Lake en 1833.

### Primera parroquia
A un costo de 400 dólares, el padre Saint Cyr compró una parcela de tierra en lo que hoy es la intersección de las calles Lake y State y construyó una iglesia de 25 por 35 pies (8 por 11 metros). Al año siguiente, el obispo de Vincennes visitó Chicago. Allí encontraron más de cuatrocientos católicos con un solo sacerdote. El obispo solicitó el permiso del obispo Rosati para enviar a los padres Fischer, Shaefer, Saint-Palais, y Joliet Dupontavice de Vincennes para atender a las necesidades de la región de Chicago. En 1837 Saint Cyr fue autorizado a retirarse y fue reemplazado por el primer sacerdote de habla inglesa de Chicago, James Timothy O'Meara. El padre O'Meara trasladó a la iglesia construida por Saint Cyr a lo que ahora es la intersección de la avenida Wabash y calle Madison. Cuando O'Meara dejó Chicago, Saint Palais derribó la iglesia y fue reemplazada por una nueva estructura de ladrillos.

### Erección de la diócesis de Chicago
La Primera sesión plenaria del Consejo de Baltimore llegó a la conclusión de que la población católica de Chicago fue creciendo de manera exponencial y estaba en la necesidad de su propia sede episcopal. El consejo pidió a la Santa Sede que erigiera las diócesis de Chicago, Milwaukee, Hartford y Little Rock. La diócesis de Chicago fue erigida canónicamente el 28 de noviembre de 1843 con el breve In suprema del papa Gregorio XVI, obteniendo el territorio de las diócesis de San Luis (hoy arquidiócesis) y de Vincennes. Originalmente comprendía todo el estado de Illinois.
En 1844 el irlandés William Quarter fue nombrado como el primer obispo de Chicago. A su llegada, Quarter convocó a un sínodo de treinta y dos sacerdotes de Chicago para comenzar la organización de la diócesis. Uno de los logros más importantes de Quarter fue el éxito de su petición a la sanción de una ley estatal de Illinois en 1845 que declaraba que el obispo de Chicago era una entidad incorporada, una sola corporación, con facultad de poseer bienes en fideicomiso con fines religiosos. Esto permitió que el obispo prosiguiera con la construcción masiva de nuevas iglesias, colegios y universidades para atender las necesidades de los fieles católicos de Chicago. Después de cuatro años de servicio como obispo de Chicago, Quarter murió el 10 de abril de 1848.
La iglesia perdió cerca de un millón de dólares en bienes en el incendio de Chicago de 1871, provocando la inestabilidad administrativa en las siguientes décadas.
La sección sur del estado de Illinois se dividió de la diócesis de Chicago el 29 de julio de 1853, convirtiéndose en la diócesis de Quincy (hoy diócesis de Springfield en Illinois) mediante el breve In suprema militantis del papa Pío IX.
El 12 de febrero de 1875 cedió otra porción de su territorio para la erección de la diócesis de Peoria mediante el breve Quod venerabiles del papa Pío IX.

### Desde la elevación a arquidiócesis

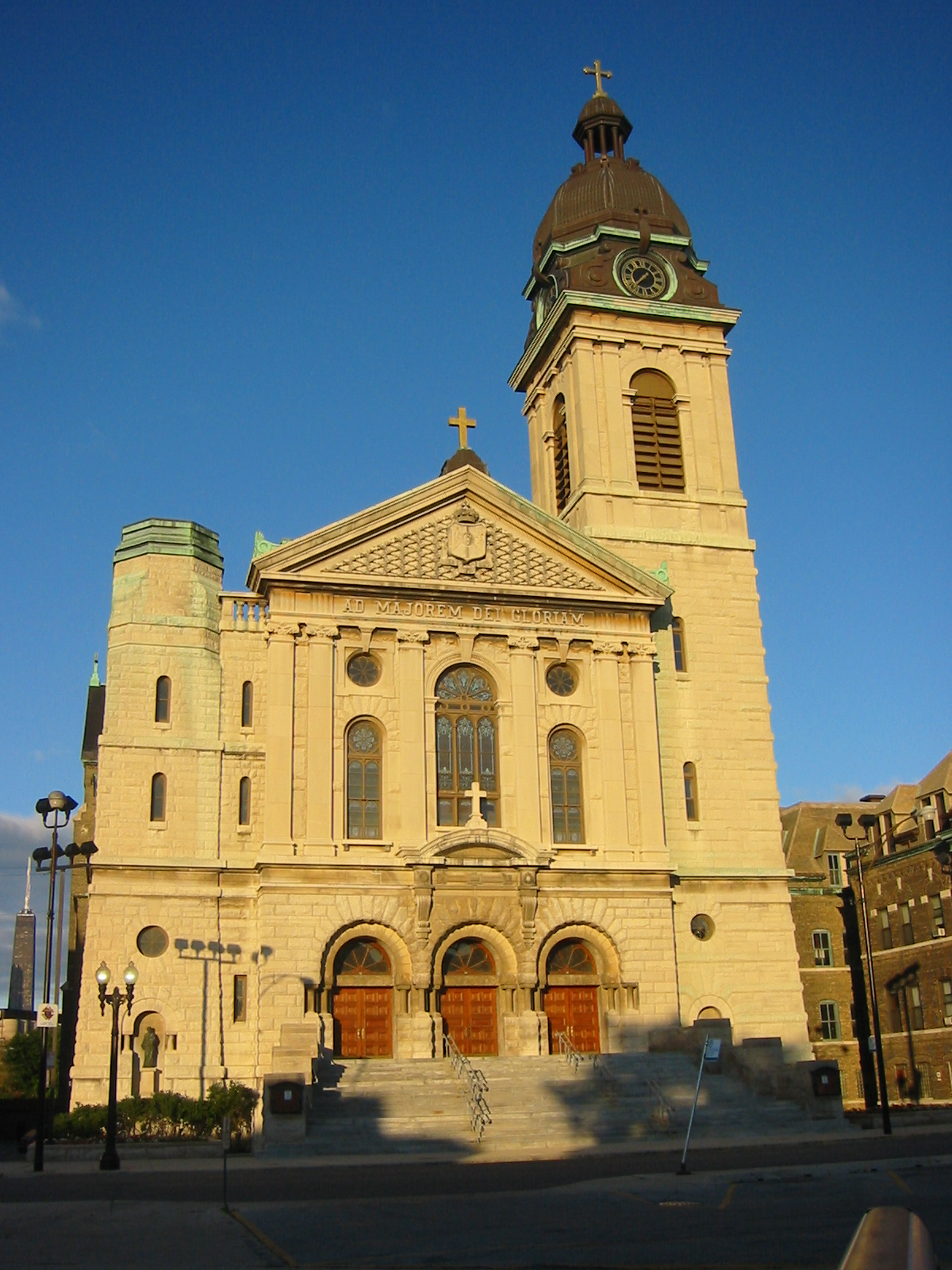
San Juan Cantius, una de las catedrales polacas de Chicago

El 10 de septiembre de 1880 fue elevada al rango de arquidiócesis metropolitana en virtud del breve Postquam venerabilem del papa León XIII. Al mismo tiempo, cedió una parte del territorio, incluidos los condados de Bureau, LaSalle, Putnam, Henry y Rock Island, a la diócesis de Peoria.
El 27 de septiembre de 1908 cedió una porción de su territorio para la erección de la diócesis de Rockford mediante el breve Quae rei sacrae del papa Pío X.
El 11 de diciembre de 1948 cedió otra porción de su territorio para la erección de la diócesis de Joliet mediante la bula Ecclesiarum circumscriptiones del papa Pío XII.
El 1 de diciembre de 1958 ocurrió el incendio de la Escuela de Nuestra Señora de los Ángeles en el área de Humboldt Park en el oeste de Chicago. La escuela, que era operada por la arquidiócesis, perdió 92 estudiantes y tres monjas en cinco aulas en el segundo piso.
En agosto de 2008 la arquidiócesis se comprometió a pagar otros 12.6 millones de dólares en compensación a las 15 víctimas de abusos sexuales cometidos por 10 de sus sacerdotes. La arquidiócesis ya pagó 65 millones de dólares en concepto de indemnización por 250 casos de pedofilia cometidos por sacerdotes. Todavía están pendientes las sentencias de otros 20 casos similares.
En noviembre de 2011 la arquidiócesis anunció que pagaría 3.2 millones de dólares a una de las presuntas víctimas del sacerdote Daniel McCormack, quien ya ha sido condenado en varias ocasiones por abuso sexual; la víctima, que en ese momento era preadolescente, había acusado a los líderes de la arquidiócesis de no destituir a McCormack de su cargo a pesar de que sabían que abusaba de niños.

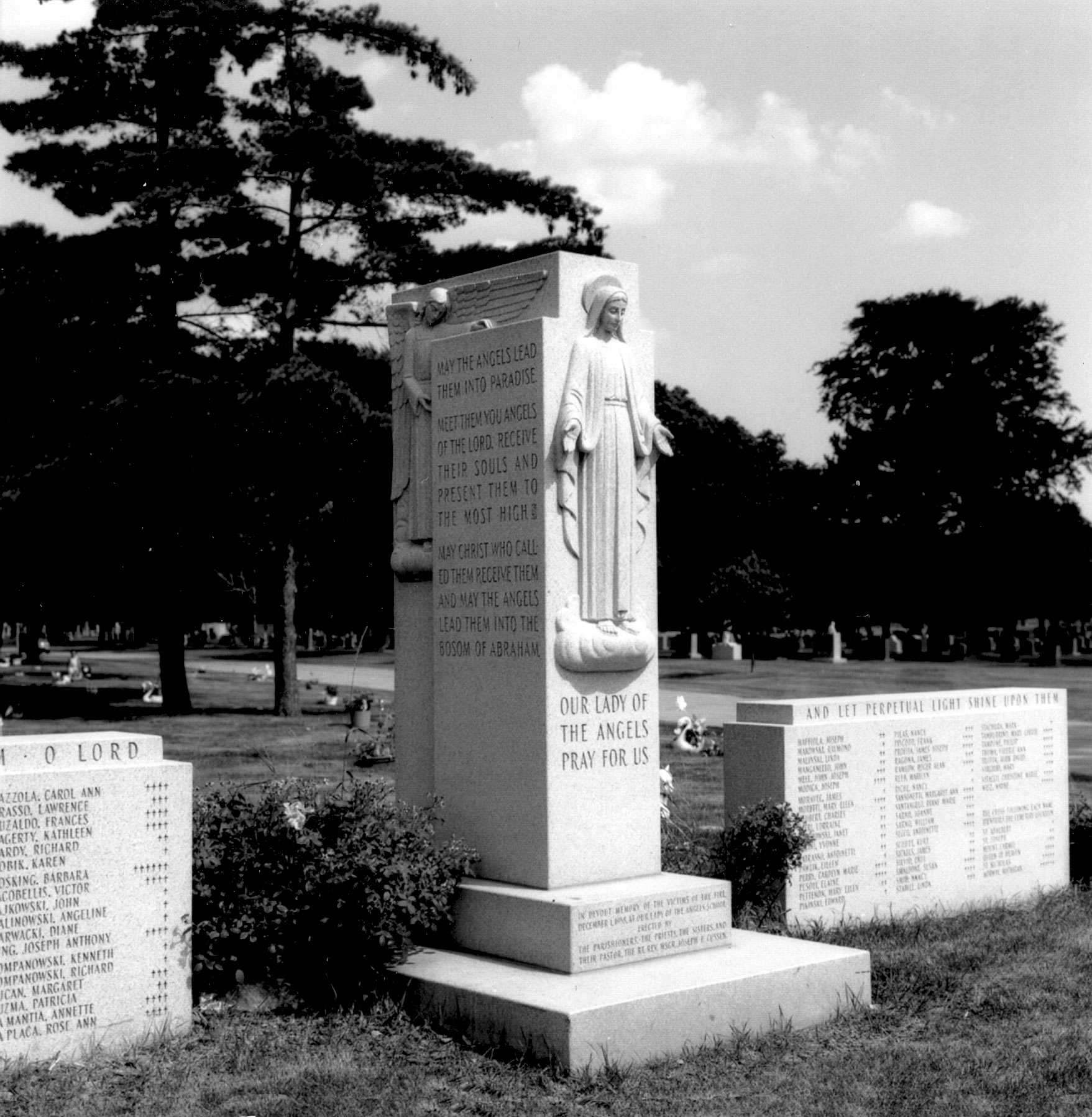
Monumento al incendio de la Escuela de Nuestra Señora de los Ángeles en el Cementerio del Cielo

## Estadísticas
De acuerdo al Anuario Pontificio 2022 la arquidiócesis tenía a fines de 2021 un total de 2 163 000 fieles bautizados.
| Año                                                                             | Población            | Población | Población      | Sacerdotes | Sacerdotes    | Sacerdotes    | Bautizados por sacerdote | Diáconos permanentes | Religiosos | Religiosos | Parroquias |
| Año                                                                             | Bautizados católicos | Total     | % de católicos | Total      | Clero secular | Clero regular | Bautizados por sacerdote | Diáconos permanentes | Varones    | Mujeres    | Parroquias |
| ------------------------------------------------------------------------------- | -------------------- | --------- | -------------- | ---------- | ------------- | ------------- | ------------------------ | -------------------- | ---------- | ---------- | ---------- |
| 1950                                                                            | 1 706 000            | 4 276 000 | 39.9           | 2193       | 1199          | 994           | 777                      |                      | 994        | 387        | 393        |
| 1959                                                                            | 2 027 243            | 4 687 889 | 43.2           | 2702       | 1240          | 1462          | 750                      |                      | 1867       | 8603       | 439        |
| 1966                                                                            | 2 340 000            | 5 717 800 | 40.9           | 2926       | 1344          | 1582          | 799                      |                      | 2231       | 9606       | 453        |
| 1970                                                                            | 2 424 591            | 5 757 000 | 42.1           | 2684       | 1549          | 1135          | 903                      |                      | 1460       | 8331       | 461        |
| 1976                                                                            | 2 420 950            | 5 936 200 | 40.8           | 2449       | 1313          | 1136          | 988                      | 228                  | 1689       | 5847       | 452        |
| 1980                                                                            | 2 406 728            | 5 750 405 | 41.9           | 2363       | 1213          | 1150          | 1018                     | 400                  | 1740       | 5040       | 449        |
| 1990                                                                            | 2 350 000            | 5 779 000 | 40.7           | 2173       | 1196          | 977           | 1081                     | 537                  | 1542       | 4561       | 416        |
| 1999                                                                            | 2 358 000            | 5 682 000 | 41.5           | 1727       | 928           | 799           | 1365                     | 612                  | 1366       | 3176       | 378        |
| 2000                                                                            | 2 384 000            | 5 676 000 | 42.0           | 1708       | 908           | 800           | 1395                     | 611                  | 1316       | 3223       | 378        |
| 2001                                                                            | 2 394 000            | 5 803 000 | 41.3           | 1693       | 876           | 817           | 1414                     | 618                  | 1333       | 3340       | 378        |
| 2002                                                                            | 2 442 000            | 6 052 000 | 40.4           | 1788       | 870           | 918           | 1365                     | 621                  | 1423       | 2967       | 378        |
| 2003                                                                            | ?                    | 6 047 000 | ?              | 1737       | 851           | 886           | ?                        | 624                  | 1410       | 2806       | 374        |
| 2004                                                                            | 2 442 000            | 6 104 000 | 40.0           | 181        | 944           | 837           | 1371                     | 632                  | 1335       | 2618       | 373        |
| 2006                                                                            | 2 348 000            | 6 021 000 | 39.0           | 1682       | 895           | 787           | 1395                     | 632                  | 1272       | 2397       | 366        |
| 2009                                                                            | 2 364 000            | 6 062 000 | 39.0           | 1698       | 909           | 789           | 1392                     | 646                  | 1186       | 2067       | 359        |
| 2010                                                                            | 2 383 000            | 6 111 000 | 39.0           | 1692       | 905           | 787           | 1408                     | 643                  | 1162       | 1966       | 357        |
| 2013                                                                            | 2 438 000            | 6 251 000 | 39.0           | 1559       | 862           | 697           | 1563                     | 660                  | 1048       | 1739       | 356        |
| 2016                                                                            | 2 497 000            | 6 390 000 | 39.1           | 1537       | 914           | 623           | 1624                     | 652                  | 962        | 1536       | 351        |
| 2019                                                                            | 2 183 000            | 5 900 365 | 37.0           | 1398       | 867           | 531           | 1561                     | 653                  | 804        | 1296       | 336        |
| 2021                                                                            | 2 163 000            | 5 847 000 | 37.0           | 1357       | 846           | 511           | 1593                     | 639                  | 768        | 992        | 290        |
| Fuente: Catholic-Hierarchy, que a su vez toma los datos del Anuario Pontificio. |                      |           |                |            |               |               |                          |                      |            |            |            |

Se estima que el 51.0% de los católicos de la arquidiócesis son blancos, el 39.8% son hispanos, el 3.9% son afroamericanos, el 4.4% son asiáticos o de otras etnias y el restante 0.6% son multirraciales. 
Hay 1752 misas programadas los fines de semana, incluyendo 246 en español y 87 en polaco. También hay 217 escuelas primarias, 40 escuelas secundarias, 217 estudiantes en el seminario de la arquidiócesis, la Universidad de Santa María del Lago, también conocida como el Seminario Mundelein, 263 estudiantes en la escuela secundaria o en programas de seminarios de formación universitarias, incluyendo el Archbishop Quigley Preparatory Seminary (cerrado en 2007), 5 colegios y universidades católicas, 47 cementerios, y 21 hospitales. Hay 611 diáconos permanentes (más que cualquier diócesis católica de todo el mundo) y 272 pastores asociados y certificados y ministros pastorales.

## Episcopologio
- William J. Quarter † (28 de noviembre de 1843-10 de abril de 1848 falleció)
- James Oliver Van de Velde, S.I. † (3 de octubre de 1848-29 de julio de 1853 nombrado obispo de Natchez)
- Anthony O'Regan † (9 de diciembre de 1853-2 de mayo de 1858 renunció[35])
- James Duggan † (21 de enero de 1859-10 de septiembre de 1880 renunció)
- Patrick Augustine Feehan † (10 de septiembre de 1880-12 de julio de 1902 falleció)
- James Edward Quigley † (8 de enero de 1903-10 de julio de 1915 falleció)
- George William Mundelein † (9 de diciembre de 1915-2 de octubre de 1939 falleció)
- Samuel Alphonsius Stritch † (27 de diciembre de 1939-1 de marzo de 1958 nombrado proprefecto de la Congregación de Propaganda Fide)
- Albert Gregory Meyer † (19 de septiembre de 1958-9 de abril de 1965 falleció)
- John Patrick Cody † (14 de junio de 1965-25 de abril de 1982 falleció)
- Joseph Louis Bernardin † (8 de julio de 1982-14 de noviembre de 1996 falleció)
- Francis Eugene George, O.M.I. † (7 de abril de 1997-20 de septiembre de 2014 retirado)
- Blase Joseph Cupich, desde el 20 de septiembre de 2014